# Pantelís Chatzidiákos
Pantelís Chatzidiákos (grec moderne : Παντελής Χατζηδιάκος), né le 18 janvier 1997 à Rhodes en Grèce, est un footballeur international grec qui évolue au poste de défenseur central au FC Copenhague.

## Biographie

### AZ Alkmaar
Formé dans le club grec du Panathinaïkos, Chatzidiákos poursuit sa formation avec le club de l'AZ Alkmaar à partir de 2011. Capitaine de l'équipe réserve du club, le Jong AZ (en), il contribue au sacre de son équipe en championnat lors de la saison 2016-2017, et à sa promotion à l'échelon supérieur.
Chatzidiákos joue son premier match en équipe première le 10 décembre 2015 en Ligue Europa, lors d'un match nul (2-2) face à l'Athletic Bilbao. En Eredivise, c'est le 13 décembre 2015 sur la pelouse du PEC Zwolle qu'il joue pour la première fois. Il entre en jeu à la place de Jop van der Linden et son équipe s'incline par deux buts à un. 
Il marque son premier but en championnat le 3 décembre 2017, consolidant la victoire de son équipe (0-2) face au VVV Venlo.
En novembre 2019, Chatzidiákos se blesse gravement. Touché aux ligaments du genou, son absence est estimée à de longs mois, mettant dès lors un terme à sa saison 2019-2020,.
Le 7 février 2020, Pantelís Chatzidiákos prolonge son contrat jusqu'en juin 2024 avec l'AZ.

### Cagliari Calcio
Le 1er septembre 2023, Pantelís Chatzidiákos rejoint l'Italie pour s'engager en faveur du Cagliari Calcio. Il signe un contrat courant jusqu'en juin 2027.

### En sélection nationale
Chatzidiákos dispute deux matchs avec la sélection des moins de 16 ans des Pays-Bas en 2013, contre l'Allemagne et le Portugal. Il joue ensuite, avec les moins de 17 ans, un match contre Israël en septembre 2013. 
Il choisit ensuite de représenter la Grèce, et dispute avec les moins de 17 ans une rencontre face à la Turquie en mars 2014.
Le 22 mars 2018, il joue pour la première fois avec l'équipe de Grèce espoirs contre Saint-Marin. Les Grecs s'imposent par 4 buts à 0 lors de cette rencontre rentrant dans le cadre des éliminatoires de l'Euro espoirs 2019.
Pantelís Chatzidiákos honore sa première sélection avec l'équipe nationale de Grèce le 12 octobre 2019 lors d'un match de qualification pour l'Euro 2020 face à l'Italie. Il est titulaire en défense centrale ce jour-là et son équipe s'incline sur le score de deux buts à zéro.